# Thierry Bacconnier
Pour les articles homonymes, voir Bacconnier.
Thierry Bacconnier, né à Paris le 2 octobre 1963 et mort le 1er janvier 2007 à Mornas (Vaucluse), est un footballeur français qui évoluait au poste de latéral gauche. Il a notamment remporté une coupe de France en 1983 et le titre de champion de France durant la saison 1985-1986 avec le Paris Saint-Germain.

## Biographie
Thierry Bacconnier naît dans le XIIIe arrondissement de Paris le 2 octobre 1963. Son père, Jean Bacconnier, était footballeur au Stade Français dans les années 1960. Alors âgé de 2 ans, sa famille part dans le sud de la France où il commence à jouer au football. Il joue pour le Racing Blondel Bollène puis le Sporting Club d'Orange, où il découvre le football. Il retourne à Paris à 17 ans où il intègre le centre de formation du Paris Saint-Germain.
Thierry Bacconnier joue son premier match en D1 le 5 février 1983 lors d'une rencontre du PSG face à Lens (victoire 4-3 au Parc des Princes). Au total, il défend à 96 reprises les couleurs du PSG, que ce soit en championnat (76 matchs), en Coupe de France (16 matchs) ou en Coupe d’Europe (4 matchs). Sous les couleurs parisiennes il remporte une Coupe de France en 1983, et surtout un titre de champion de France en 1986.
Sélectionné à quinze reprises en équipe de France espoirs, il gagne avec les Bleuets l'édition 1984 du Tournoi de Toulon.
Il part vivre à la Réunion de 1992 à 1993. Il a deux enfants, Thomas Bacconnier né le 3 mars 1988 et Sarah Bacconnier née le 23 mars 1990.
Il meurt d'un arrêt cardiaque en janvier 2007.

## Carrière
- Bollène
- Sporting Club d'Orange
- 1980-1988 :  Paris SG (97 matchs, 2 buts)
- 1988-1990 :  SCO Angers
- 1990-1992 :  LB Châteauroux[5]

## Palmarès

### En club
- Champion de France en 1986 avec le PSG
- Vainqueur de la Coupe de France en 1983 avec le PSG
- Finaliste de la Coupe de France en 1985 avec le PSG

### EnÉquipe de France
- 15 sélections avec  les Espoirs
- Vainqueur du Tournoi de Toulon en 1984 avec  les Espoirs